# Chilapa, Veracruz
Chilapa är en ort i Mexiko.   Den ligger i kommunen La Perla och delstaten Veracruz, i den sydöstra delen av landet, 210 km öster om huvudstaden Mexico City. Chilapa ligger 2 245 meter över havet och antalet invånare är 1 282.
Terrängen runt Chilapa är kuperad åt nordost, men åt sydväst är den bergig. Runt Chilapa är det ganska tätbefolkat, med 199 invånare per kvadratkilometer. Närmaste större samhälle är Orizaba, 16,2 km söder om Chilapa. I omgivningarna runt Chilapa växer huvudsakligen savannskog.